# Тимонен, Антти Николаевич
А́нтти Никола́евич Ти́монен (фин. Antti Timonen; 18 апреля 1915, Луусалми, Архангельская губерния, Российская империя — 24 марта 1990, Петрозаводск, Карельская АССР, РСФСР, СССР) — советский карельский прозаик и драматург, писавший на финском языке. Лауреат Государственной премии РСФСР им. К. С. Станиславского (1972). Кавалер ордена Ленина (1959). Народный писатель Карельской АССР.

## Биография
Родился 5 (18 апреля) 1915 года в семье крестьянина в северокарельской деревне Луусалми (ныне Калевальский район Республики Карелия). В 1916 году его отец погиб в одном из сражений Первой мировой войны. В 1922 — 1925 годах Тимонен жил с матерью в Финляндии, затем семья вернулась в СССР.
Первые литературные произведения Тимонена были напечатаны в 1931 году, когда он был студентом Петрозаводского педагогического техникума. В карельских республиканских газетах и журналах публиковались его стихи и рассказы. Окончив педагогический техникум в 1932 году, он работал в школе учителем, сотрудничал в радиокомитете, в редакциях пионерской газеты «Kipinä» и республиканской газеты «Punainen Karjala», принимал участие в первой всекарельской конференции советских писателей в Петрозаводске в 1934 году, на которой выступил с речью.
Во время Великой Отечественной войны Антти Тимонен находился в действующей армии. Служил в 81-м стрелковом полку 54-й стрелковой дивизии и в 176-й стрелковой дивизии. Он был разведчиком, переводчиком, а потом политработником на Карельском, 3-м Белорусском и 2-м Украинском фронтах. Член ВКП(б) с 1942 года. Войну закончил в звании капитана. После окончания войны Тимонен вернулся в Карелию.
В 1946 году был принят в СП СССР. Занимался созданием прозаических произведений. С 1947 по 1957 годы — ответственный секретарь, с 1957 по 1967 годы и с 1975 по декабрь 1978 года — председатель правления Союза писателей Карельской АССР. 
На протяжении многих лет он возглавлял Карельское отделение общества «СССР-Финляндия», являлся членом Правления СП СССР и КАССР, избирался депутатом Верховного Совета Карельской АССР V—IX созывов.
Умер 24 марта 1990 года. Похоронен в Петрозаводске на Сулажгорском кладбище.

## Награды и премии
- народный писатель Карельской АССР

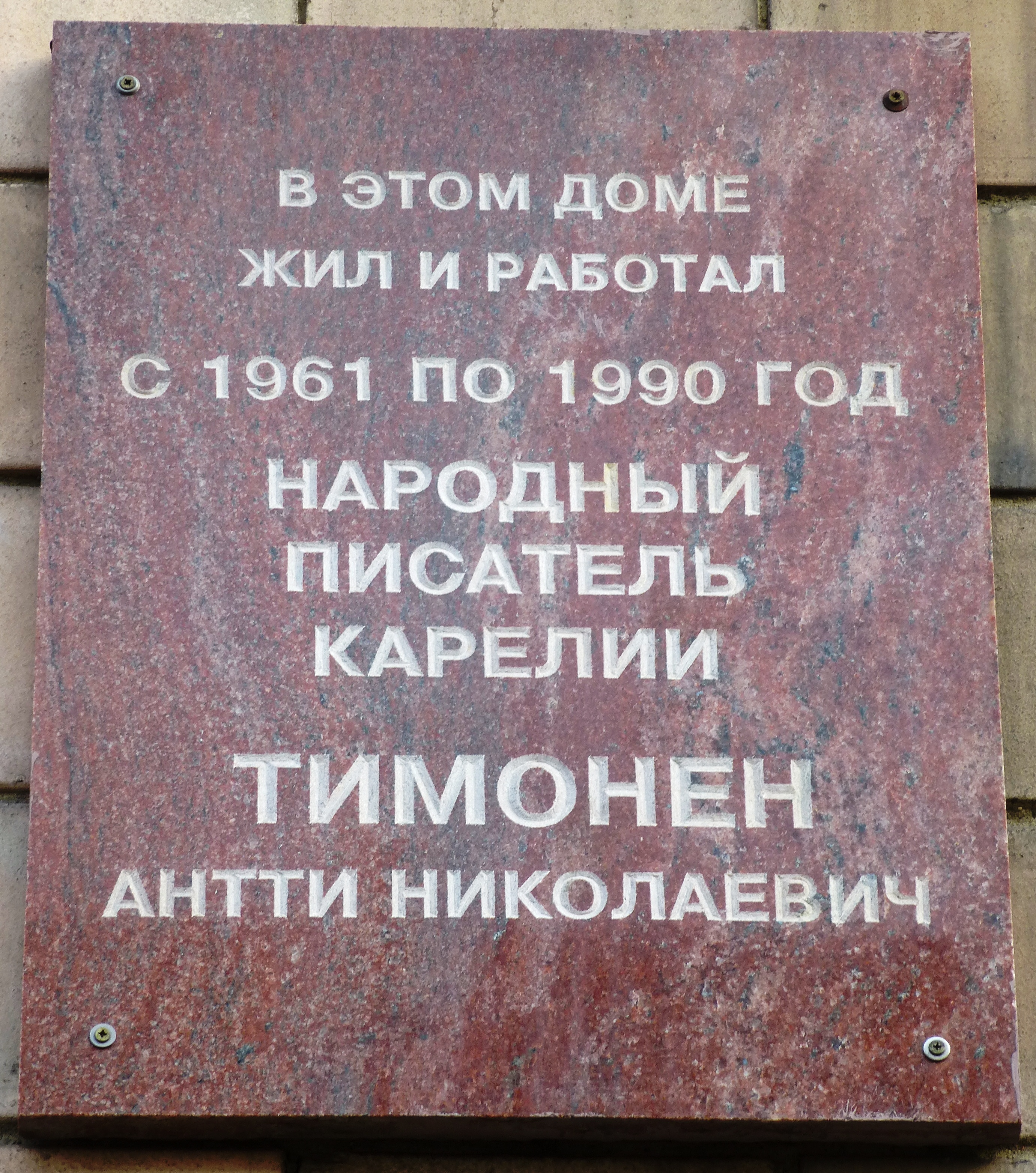
Памятная доска в Петрозаводске на ул. Свердлова

- заслуженный работник культуры Карельской АССР (1979)
- Государственная премия РСФСР имени К. С. Станиславского (1972) — за спектакль «Примешь ли меня, земля карельская ?», поставленный на сцене Финского ДТ КАССР
- орден Ленина (22.09.1959)
- орден Октябрьской Революции (16.11.1984)
- орден Отечественной войны I степени (31.05.1945)
- орден Отечественной войны II степени (11.03.1985)
- орден Дружбы народов
- орден Красной Звезды (11.08.1944)
- орден «Знак Почёта»
- медали
- Почётный гражданин Петрозаводска

## Избранная библиография
Сборники рассказов и очерков
- «Аэроплан» (1933)
- «Под грозой и солнцем» (1964)
- «Под шум лесов» (Metsän humistessa, 1974)

Повести
- «От Карелии до Карпат» (1948)
- «Освещённые берега» (1951)
- «В заливе ветров» (1953)

Романы
- «Родными тропами» (1957)
- «Белокрылая птица» (1961)
- «Здесь мой дом» (Olen kotona, 1966)
- «Мы — карелы» (Me karjalaiset, 1969, 1971, 1987)
- «Солнце на всех одно» (1981)